# Vogthaus

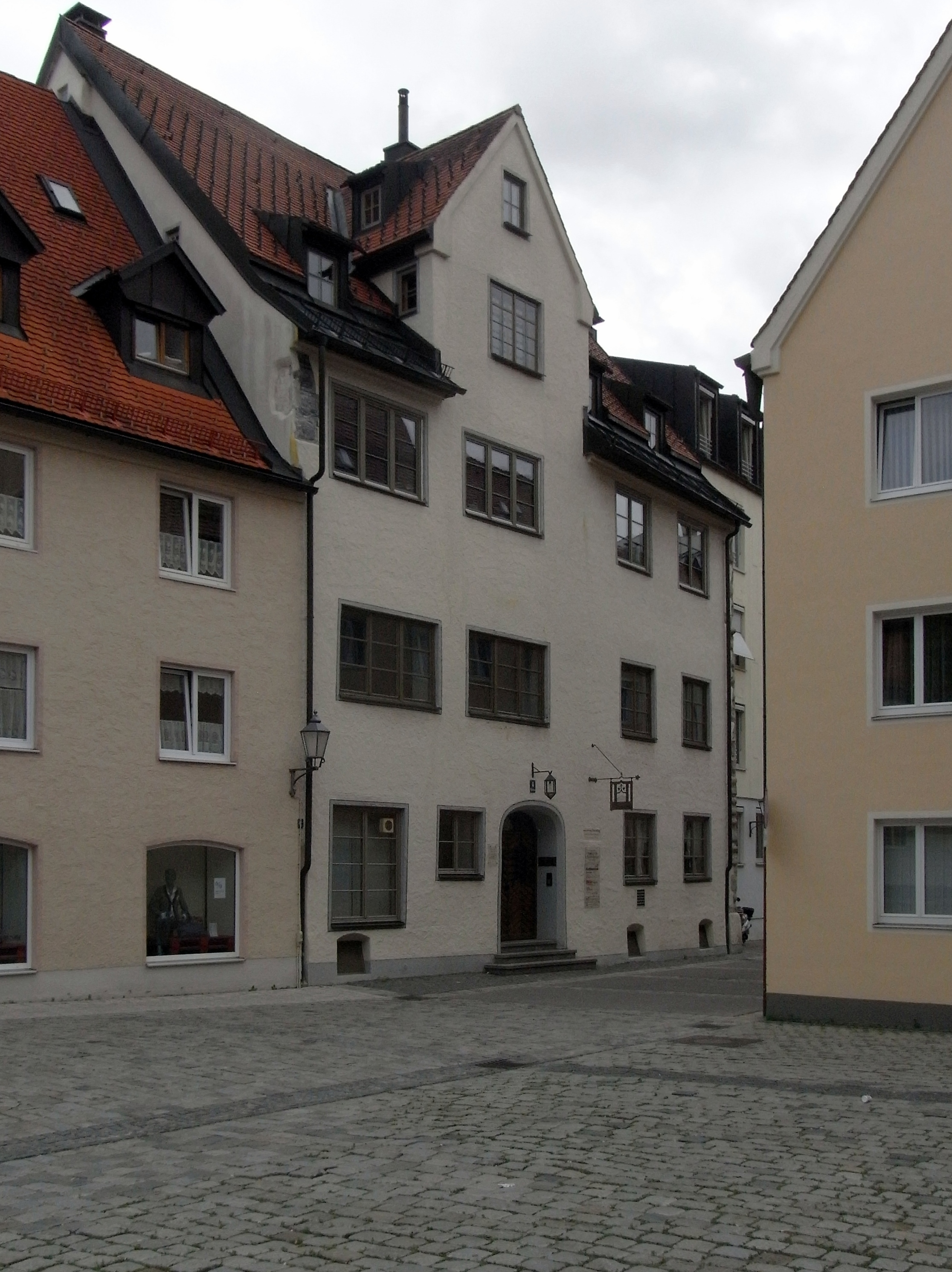
Vogthaus in Kempten

Das Vogthaus ist ein denkmalgeschütztes Patrizierhaus der Familie Vogt in Kempten. Es befindet sich gegenüber vom Müßiggengelzunfthaus und trägt die Hausanschrift Vogtstraße 8.

## Geschichte und Beschreibung
Das Wohnhaus der Familie Vogt wurde gegen 1600 erneuert. Die Patrizierfamilie Vogt gehörte zu den reichsten Geschlechtern der Reichsstadt. Im Inneren befand sich eine reiche Ausstattung mit einer Stuckierung aus dem 17. Jahrhundert.
Im Erdgeschoss befindet sich rechts ein kreuzgratgewölbter Einstützenraum, links befindet sich ein enger Raum mit Sternen und Kreisen als Stuck. An den Decken der Treppenvorplätze des ersten und zweiten Obergeschosses befinden sich stuckierte Kassetten aus Kreis- und Vierpassformen. Die Doppeltürstücke haben Pilaster. Das Zwerchgiebelhaus hat einen Korbbogeneingang.
Im ersten Obergeschoss befindet sich ein Zimmer mit einer gewölbten Balkendecke aus dem späteren 15. Jahrhundert. Die Balken sind in der Mitte und an den Enden mit Schild- und Blattformen gestaltet. Im zweiten Obergeschoss befindet sich eine Holzkassettendecke. Das Rückgebäude mit den Arkaden zum Hof wurde mit der Altstadtsanierung der 1960er abgebrochen.